# ドビ・イシュトヴァーン
ドビ・イシュトヴァーン（ハンガリー語: Dobi István, ハンガリー語発音: [ˈdobi ˈiʃtvaːn], 1898年12月31日 - 1968年11月24日）は、ハンガリーの政治家。首相および幹部会議長（国家元首）を務めた。

## 生涯
ドビはハンガリーのセーニで貧農の子として生まれた。初級学校の6年目のクラスを修了したのち、日雇いの労働者となった。1916年には労働者運動に参加した。ハンガリー・ソビエト共和国時代には赤軍兵士であったため、後に捕えられ、投獄されている。労働者組合および社会民主主義党で活動したため、1921年ごろから警察の監視下に置かれた。1936年もしくは1937年に独立小農業者党の党員となり、貧農層の指導者となった。短い期間ながらも、小農業者党の国内委員会の委員を務めたこともある。第二次世界大戦下においては、農民組合の書記官（1941 - 43年）、また労働者部門の代表者（1943 - 46年）として、共産主義者および社会民主主義者とともに活動していた。1944年にはレジスタンスに参加するが、すぐに兵役に招集された。後に捕虜となり、1945年の夏に解放された。
第二次世界大戦後は、総選挙で多数派を占めた独立小農業者党の指導者の一人として政府の要職に就いた（国務大臣（1945年11月15日 - 1946年12月18日、および1946年12月18日 - 1947年9月24日）、および農業大臣（1946年2月23日 - 11月30日）として）。その間、小農業者党に対して行われた切り崩しの結果として、ドビは党内において代表代行、さらには代表に就任するなど、徐々に重要な役職を得るようになった。またドビは党内左派のメンバーであり、共産党との協力を提唱した。ハンガリーで共産主義体制が確立する1948年までに、ドビは小農業者党を離れ、共産党に参加した。小農業者党にいた期間、彼はソ連のエージェントとして働いていたと考える者もいる。
ドビはすぐに共産党の幹部となった。彼は1948年12月10日から1952年8月14日までハンガリーの首相を務め、そして1952年8月から引退する1967年4月まで国民議会幹部会議長を務めた。彼は公的には序列第2〜3位の政治家であり、そして1956年のハンガリー動乱では、その鎮圧を支持した。1962年、彼は国際レーニン平和賞を受賞した。そして1968年、ブダペストで死去した。